# Olimpiadas Especiales Venezuela
La Fundación Olimpiadas Especiales Venezuela (OEV) está establecida en el país desde el año 1980, dedicada a las personas con discapacidad intelectual, con el fin de mejorar su calidad de vida a través del entrenamiento deportivo y competición atlética durante todo el año, ofreciéndoles la oportunidad de desarrollar sus aptitudes físicas, afianzar su personalidad y consolidar sus sentimientos, de forma completamente gratuita. 
Olimpiadas Especiales está en 12 estados de Venezuela:Aragua, Bolívar, Carabobo, Cojedes, Distrito Capital, Falcón, Miranda, Nueva Esparta, Lara, Táchira, Yaracuy y Zulia. 
En Venezuela, Olimpiadas Especiales ofrece 24 deportes de tipo olímpico de verano e invierno: atletismo, natación, bochas, patinaje de velocidad, bowling, tenis de mesa, ciclismo, aguas abiertas, tenis de campo, equitación, biatlón, fútbol, fulsal, gimnasia rítmica, gimnasia artística, levantamiento de potencias, baloncesto, voleibol, baile, floorball, patinaje de velocidad sobre hielo, patinaje artístico sobre hielo y caminata sobre nieve.

## Misión
La misión de Olimpiadas Especiales es proporcionar entrenamiento deportivo y competición atlética durante todo el año en una variedad de deportes de tipo olímpico, a todas las personas mayores de ocho años de edad con discapacidad intelectual, y darles continuas oportunidades para desarrollar la aptitud física, demostrar valor, experimentar alegría y participar en un intercambio de dones, destrezas y compañerismo, con sus familias, otros atletas de Olimpiadas Especiales y la comunidad en general.

## Participaciones Internacionales
Desde 1983, Olimpiadas Especiales Venezuela ha participado incesantemente en eventos deportivos internacionales en diferentes países como: Estados Unidos, Irlanda, Japón, El Salvador, China, Brasil, Costa Rica, Puerto Rico, Grecia, Paraguay, Panamá, Corea, Bolivia, Uruguay, Austria y Emiratos Árabes.
En los últimos Juegos Mundiales de Verano de Olimpiadas Especiales, celebrados en el 2019 en Abu Dhabi, Venezuela logró hacerse acreedora de 17 medallas: 9 de oro, 3 de plata y 5 de bronce, gracias a la participación de 9 atletas y 3 compañeros unificados, en natación, atletismo, tenis, bochas y gimnasia artística. Mientras que en los Juegos mundiales de Invierno de Olimpiadas Especiales, que se llevaron a cabo en Austria en 2017, la delegación de 22 atletas consiguió un total de 16 medallas: 7 de oro, 7 de plata y 2 de bronce en las disciplinas de patinaje artístico, patinaje de velocidad, floorball y carrera sobre nieve.
Es importante destacar que Olimpiadas Especiales Venezuela es una fundación sin fines de lucro, y para organizar sus juegos, competencias y torneos deportivos, así como para garantizar la participación de los atletas en eventos internacionales, solo cuenta con los voluntarios que trabajan en la organización de forma gratuita, las donaciones del sector público, privado, de personas naturales y aportes que le proporciona las recaudaciones de fondos que organiza.

## Olimpiadas Especiales en Redes Sociales
Puedes contactar a Olimpiadas Especiales a través de sus redes sociales, sitio web www.olimpiadasespeciales.org.ve o contactarlos a través del Whatsapp: +58424 2325409. Instagram | Twitter @OEVenezuela - Facebook: Olimpiadas Especiales Venezuela 

## Participación de Venezuela en competencias internacionales
- 1983 Louisiana, EE. UU. – Juegos Mundiales de Verano. (18 atletas)
- 1987 Indiana, EE. UU. – Juegos Mundiales de Verano. (25 atletas)
- 1991 Minnesota, EE. UU. – Juegos Mundiales de Verano. (64 atletas)
- 1995 Connecticut, EE. UU. – Juegos Mundiales de Verano. (55 atletas)
- 1997 Canadá – invierno. (18 atletas)
- 1999 North Carolina, EE. UU. – Juegos Mundiales de Verano. (56 atletas)
- 2003 Dublín, Irlanda – Juegos Mundiales de Verano. (111 atletas)
- 2005 Nagano, Japón – Juegos Mundiales de Invierno. (23 atletas)
- 2006 San Salvador, El Salvador – I Juegos Latinoamericanos (12 atletas).
- 2007 Carabobo, Venezuela – Torneo Sudamericano de Fútbol (46 atletas)
- 2007 (Octubre), Shanghái, China - Juegos Mundiales de Verano. (92 atletas)
- 2008 (Julio), Jundiaí, Brasil – I Torneo Panamericano de Tenis (4 atletas)
- 2008 (Noviembre), San José, Costa Rica – I Juegos Centroamericanos y del Caribe (46 atletas)
- 2009 (Febrero), Idaho, EE. UU. – Juegos Mundiales de Invierno (28 atletas)
- 2010 (Febrero), San Juan, Puerto Rico – II Juegos Latinoamericanos (61 atletas).
- 2011 (Julio),  Atenas, Grecia, Juegos Mundiales de Verano (86 atletas)
- 2011 (Noviembre), Asunción, Paraguay – Copa América (10 atletas y 6 compañeros unificados)
- 2012 (Abril), Ciudad de Panamá, Panamá – II Juegos Centroamericanos y del Caribe (57 atletas)
- 2012 (Septiembre), San Juan, Puerto Rico – I Mundial de Natación (8 atletas)
- 2013 (Febrero), Pyeong Chang, Corea – Juegos Mundiales de Invierno (30 atletas)
- 2013 (Agosto), Santa Cruz, Bolivia – IV Torneo Panamericano de Tenis (7 atletas y 1 compañero unificado)
- 2015 (Julio), Los Ángeles, EE.UU. – Juegos Mundiales de Verano (80 atletas de OEV y 14 compañeros unificados).
- 2016 (Abril), Ciudad de  Maldonado, Punta del Este, Uruguay – III Copa América Unificada de Olimpiadas Especiales (9 atletas de OEV y 8 compañeros unificados).
- 2017 (Marzo), Ciudades: Graz, Schladming y Ramsau, de Austria - Juegos Mundiales de Invierno -  (22 atletas).
- 2017 (Abril), Panamá, Ciudad de Panamá – III Juegos Latinoamericanos de Olimpiadas Especiales – (55 atletas y 14 compañeros unificados).
- 2018 (Noviembre), Santo Domingo, República Dominicana – Mundial Invitacional de Tenis de Special Olympics (2 atletas y 2 compañeros unificados).
- 2019 (Marzo), Abu Dhabi, Emiratos Árabes Unidos – Juegos Mundiales de Verano de Special Olympics (9 atletas y 3 compañeros unificados).

## Historia
1979
- Special Olympics Internacional autoriza a la fundación Avepane para administrar sus programas. Seis atletas participan en atletismo en los Juegos Mundiales de Verano de Olimpiadas Especiales, New York 1979.

1980
- Se constituye formalmente el programa Olimpiadas Especiales Venezuela, que inicia con 600 atletas y se instala en la sede de Avepane.
- Se contrata a los expertos Philip Marc Harg y Karen Marc Harg, quienes desarrollan el programa a nivel nacional.

1981
- Olimpiadas Especiales Venezuela crece y atiende a 850 atletas.

1982
- 1.493 atletas entrenan con Olimpiadas Especiales Venezuela.

1983
- Un total de 18 atletas venezolanos participan por vez primera en los Juegos Mundiales de Verano, Luisiana, Estados Unidos, en atletismo y natación.

1984
- Olimpiadas Especiales Venezuela atiende a 2.789 atletas.

1985
- Apertura de la oficina regional para América latina.
- La fundación atiende a 4.143 atletas y cuenta con aproximadamente 2.500 voluntarios en 12 estados del país.
- Hasta la fecha se publican más de 200 artículos de prensa, 20 entrevistas en televisión y numerosas en la radio.

1986
- Se suman a la organización un comité de reglas deportivas y un comité nacional pro-juegos nacionales.
- Se practican 4 deportes: atletismo, natación, fútbol y gimnasia.
- Se celebran los I Juegos Nacionales con 287 atletas pertenecientes a 13 estados del país.
- Se le otorga al programa nacional acreditación nivel 4 por período de 1 año.

1987
- Los 25 atletas venezolanos que participan por segunda vez en los Juegos Mundiales de Verano, Indiana, Estados Unidos, consiguen 26 medallas: 14 de oro, 4 de plata y 8 de bronce, en las disciplinas atletismo, natación, gimnasia, fútbol (destrezas).
- Se le otorga al programa nacional acreditación nivel 3.

1988
- SOI solicita constituir la Fundación Olimpiadas Especiales Venezuela como organización independiente. Proceso de Transición.  Visita del Director Regional OEAL a Venezuela.

1989
- Se inicia el proceso de organizar una Junta Directiva de OEV. Migdalia Maldonado es designada provisionalmente como Presidenta.
- Se nombran diversos comités de acción que permiten la operatividad de las actividades: Comité de Relaciones Públicas, Comité de Entrenamientos y Juegos, Comité de Finanzas, Comité de Familia y Voluntariado, Comité de Recaudación de Fondos y Comité de Expansión.

1990
- Se nombra oficialmente la Junta Directiva de OEV. Se designa como presidenta a Wallis de Gómez, directora de educación especial de Venezuela.
- Olimpiadas Especiales Venezuela es acreditada por Special Olympics Internacional.
- En febrero de 1990 se nombra el comité de Campaña Financiera. Entre sus miembros destacan: Lic. Guillermina Villafruela, Evelyn Guiralt, Teresa Martínez, Tatiana Villafruela, Juan Carlos Guiralt, Marina Regalado.

1991
- En julio de este año se diseña la primera campaña de recaudación de fondos masiva con McDonald's.
- La Primera Dama, doña Blanca Rodríguez de Pérez, agasaja a la delegación venezolana antes de partir a los Juegos Mundiales de Verano, Minnesota 1991.
- Los 64 atletas participan en atletismo, natación, gimnasia, voleibol, basketball y bowling, y regresan con 20 medallas de oro, 17 de plata y 20 de bronce.
- Se le otorga al programa nacional acreditación nivel 2.

1992
- En abril de 1992, se realiza el proceso de reorganización de la Junta Directiva, en el que se integran formalmente al movimiento Evelyn Guiralt como Primera Vice Presidenta, Tatiana Villafruela como Secretaria, Ramón Cabello a cargo de la Consultoría Jurídica, Beatriz Cabello a cargo de la Dirección de Integración y Familia, y María Luisa Alonso como encargada de la Dirección de Eventos Especiales. Wallis de Gómez es designada nuevamente como presidenta.
- Se nombra un consejo asesor a cargo de las siguientes personas: Dr. Carlos Belfor, Lic.  Mirlai Rodríguez, Sr. Alberto Mestre, Sr. Juan Carlos Guiralt, Sr. Alfonso Victoria, Sr. Alberto Veloz, Sr. Leonardo Villarroel, Ing. Freddy Mora.
- Venezuela participa en la VI Conferencia Latinoamericana de Olimpiadas Especiales, que se celebra en Brasilia.
- Olimpiadas Especiales se hace presente en 110 países. En Venezuela se ofrecen 13 deportes. 1270 familias participan en las actividades de la fundación.
- OEV gestiona el nivel de acreditación 1.

1993
- En Mérida se celebra el I Encuentro Nacional de Olimpiadas Especiales con duración de 4 días, con el fin de estudiar el desarrollo del programa nacional.
- En enero de este año se inicia el censo oficial de atletas de OEV.

1994
- Se nombra como presidenta de OEV a Evelyn Guiralt por recomendación de SOI y la unanimidad de los miembros activos de la Junta y asamblea.
- Celebración del Primer Seminario Nacional de Familias en Puerto La Cruz, Edo. Estado Anzoátegui. La fundación Samuel Johnson financia el proyecto en el que son atendidas 50 familias.
- Se celebran los I Juegos de Maracay.

1995
- OEV atiende a 2.500 atletas.
- Delegación venezolana, conformada por 55 atletas, asiste a los Juegos Mundiales de Verano, Connecticut.
- Participación en Juegos Nacionales de Brasil, CuritivaTítulo del vínculo, en la disciplina natación.

1996
- Olimpiadas Especiales comienza con un proceso de fortalecimiento organizacional. Se nombran 10 comités de desarrollo.

1997
- Delegación venezolana, conformada por 18 atletas, participa por primera vez en los Juegos Mundiales de Invierno, Canadá 1997.
- Delegación venezolana asiste, con un equipo unificado, al I Torneo Sudamericano de Fútbol, Perú 1997.
- Olimpiadas Especiales Perú otorga a la fundación un reconocimiento por su excelente participación en el I Torneo Sudamericano de Fútbol.

1998
- II Juegos Nacionales de OEV.  Río Chico. Miranda.  250 atletas.
- Se incorporan dos atletas a la Junta Directiva con voz y voto.

1999
- Delegación venezolana de Olimpiadas Especiales, conformada por 56 atletas, participa en los Juegos Mundiales de Verano, en Carolina del Norte, EE. UU..

2000
- El atleta Miguel Quirós es nombrado Mensajero Nacional de OEV, por vez primera y por período de 2 años. Quirós alcanza el cargo de Mensajero Global, en representación de América Latina.
- III Juegos Nacionales Carabobo, Valencia. 600 atletas.
- OEV participa en el I Congreso Mundial de Atletas en Holanda, nos representa Miguel Quirós.

2001
- Delegación venezolana de Olimpiadas Especiales, conformada por 26 atletas, participa por segunda vez en unos Juegos Mundiales de Invierno, Alaska 2001.
- Reconocimiento a Olimpiadas Especiales Venezuela, por su valiosa labor en pro del desarrollo de la persona especial en el Municipio Baruta.  Hace entrega la Comisión de Asuntos Vecinales y Participación de la Comunidad del Consejo Municipal de Baruta.
- Lanzamiento de la página web de OEV .

2002
- La Fundación Olimpiadas Especiales Venezuela en atención a la nueva Constitución de la República Bolivariana de Venezuela y a los Nuevos Reglamentos Generales de OEV decide reorganizar la institución creando nuevos estatus.
- Es elegida Zamantha Landi como Atleta Mensajera Nacional de OEV, por período de 2 años.
- IV Juegos Nacionales Carabobo-Valencia. 1000 atletas.
- Se organiza el primer bingo familiar.

2003
- Constituida nueva Junta Directiva de OEV: Evelyn Guiralt – Presidente.
- Se aprueba un plan para que atletas ejerzan como entrenadores.
- Se implementa la campaña de conocimiento público: Lecciones de Vida.
- Por vez primera se celebra en la Plaza Alfredo Sadel de Las Mercedes el evento un Aporte Especial, con el fin de completar la cuota de participación para los Juegos Mundiales de Verano, Irlanda 2003.
- Delegación venezolana de Olimpiadas Especiales, conformada por 111 atletas, participa en los Juegos Mundiales de Verano, Irlanda 2003.
- Presidenta de Olimpiadas Especiales Venezuela es nombrada miembro del Consejo Internacional de Asesores e integrante de la Junta Mundial SOI.

2004
- Se celebra la Primera Feria de Salud de Olimpiadas Especiales Venezuela en el Municipio Chacao. Se atienden a 300 personas con discapacidad intelectual.
- Es elegida Bibiana Buendía como Atleta Mensajera Nacional de OEV, por período de 2 años.
- 2.462 atletas y 930 participantes son registrados en OEV.
- Se ofrecen 20 deportes a nivel nacional.
- 6 subprogramas acreditados. Se realizan 2 Consejos de Opinión con la participación de atletas líderes
- Se formaliza el convenio de patrocinio con CORPBANCA.
- Es nombrado Alberto Sasson como miembro del Comité Asesor de Atletas de América Latina.

2005
- Juegos Mundiales de Invierno, Nagano 2005. 23 atletas.
- OEV atiende a 4.645 atletas y cuenta con 125 participantes.
- Se ofrecen 16 deportes en 10 subprogramas.
- II Feria de la Salud de Olimpiadas Especiales en Venezuela en el gimnasio de la UNIMET.
- Christian Guiralt, Director Nacional de Deportes y miembro de la Junta Directiva de OEV, es nombrado por la oficina regional de Olimpiadas Especiales América Latina como Gerente de Desarrollo Deportivo de SOLA.
- 16 Comités activos.
- OEV participa en el II Congreso Mundial de Atletas en Panamá.
- CANTV se convierte en Patrocinante Oficial de OEV.
- Salua Buendía es nombrada miembro del Comité Asesor de Familias para América Latina.

2006
- Delegación venezolana, conformada por 12 atletas, participa en los I Juegos Latinoamericanos de Olimpiadas Especiales, El Salvador
- En el marco de los Juegos Nacionales de OEV, en la ciudad de Maracaibo, se celebra la Tercera Feria de Salud de Olimpiadas Especiales, en la que fueron atendidas 1000 personas con discapacidad intelectual.
- Con el programa atletas jóvenes son atendidos 80 niños con discapacidad intelectual en edad preescolar.
- OEV atiende a 5550 atletas y a 140 participantes.
- Se ofrecen 20 deportes en 12 subprogramas.
- Es elegido Andrés Stiassni como Atleta Mensajero Nacional de OEV, por período de 2 años.
- Relanzamiento de la página web de OEV con nuevo dominio: .
- La Alcaldía de Baruta entrega Condecoración Deportista del Año “Orden al Mérito en el Deporte José Del Veccio”, en su Primera Clase.
- Special Olympics otorga Premio al Crecimiento y la Excelencia en Desarrollo del Programa.
- VI Juegos, Zulia, Maracaibo.

2007
- Por primera vez, Venezuela se convierte en sede de unos Juegos Internacionales, al celebrarse en la ciudad de Valencia el I Torneo Sudamericano de Fútbol, cariñosamente llamado Copa América Especial, con la asistencia de 11 países invitados.  Venezuela participa con 46 atletas divididos en 2 equipos.
- Venezuela asiste a los Juegos Mundiales de Verano, Shanghái 2007, con 92 atletas en 11 deportes.
- IV Feria de la Salud de Olimpiadas Especiales Venezuela. Se atienden 600 personas con discapacidad intelectual de Valencia.
- El Alcalde Leopoldo López instaura el Día de Olimpiadas Especiales en el Municipio Chacao, que se celebra el tercer domingo de noviembre.
- Se otorga reconocimiento a Olimpiadas Especiales Venezuela, por haber sido parte fundamental del exitoso evento deportivo que cambió la historia del deporte especial en América Latina, por: el Comité Organizador del Torneo Sudamericano de Fútbol de Olimpiadas Especiales.
- OEV atiende a 6.400 atletas y 300 participantes. Se ofrecen 21 deportes en 12 subprogramas.
- Omar Vizquel es nombrado Embajador de OEV.
- La familia Nadal es nombrada como familia mundial.

2008
- Tres delegaciones internacionales viajan en representación de Olimpiadas Especiales Venezuela:

Junio: I Panamericano de Tenis, São Paulo 2008. 4 atletas.
Octubre: Juegos Nacionales de SO España, Castellón 2008. 4 atletas.
Noviembre: I Juegos Centroamericanos y del Caribe, San José de Costa Rica 2008. 46 atletas en 6 deportes (futbol sala, gimnasia, bochas, levantamiento de pesas, natación y atletismo). 71 medallas (27 de oro, 21 de plata y 23 de bronce).  
- V Feria de Salud de Olimpiadas Especiales en el municipio Chacao.  Atendidas 300 personas con discapacidad intelectual del Distrito Capital.
- Es elegido Javier Varela como Atleta Mensajero Nacional de OEV, por período de 2 años.
- Johnson  & Johnson de Venezuela otorga reconocimiento a atletas, entrenadores y organizadores de Olimpiadas Especiales.
- Lanzamiento de la nueva imagen de OE : “Sé un fan”.
- VII Juegos Nacionales Guárico y Miranda.
- Alberto Sasson es nombrado miembro del Comité Asesor de Atletas Líderes para el Desarrollo Deportivo.
- Doménico Carnevalli, Director Nacional de Deportes de OEV, es designado representante para América Latina en el Comité de Reglas Deportivas.
- Evelyn Guiralt es nombrada como Presidenta del Consejo Asesor de América Latina.

2009
- Más de 7.500 atletas son atendidos en 10 estados del país, en 14 subprogramas activos y un programa local, ofreciendo 21 deportes de verano e invierno.
- La meta para finales de este año es atender a 7.900 atletas
- OEV participó en los Juegos Mundiales de Invierno, Idaho 2009 con 28 atletas en 4 disciplinas deportivas (hockey sobre piso, patinaje de velocidad, patinaje artístico y caminata sobre nieve), trayendo a Venezuela 15 medallas (4 de oro, 6 de plata y 5 de bronce).
- Celebrado en Venezuela Primer Congreso Nacional de atletas resultando Sixto Morales Presidente del Congreso.
- Olimpiadas Especiales Venezuela abre su página en Facebook bajo el nombre: Olimpiadas Especiales Venezuela y su cuenta de Twitter bajo el nombre: @OEVenezuela.

2010
- Más de 9.000 atletas son atendidos en 16 estados del país, en 16 subprogramas activos y un programa local, ofreciendo 21 deportes de verano e invierno.
- Es elegida Angy Dorta, como Atleta Mensajera Nacional de OEV, por período de 2 años.
- 61 atletas de Olimpiadas Especiales Venezuela participaron en los II Juegos Latinoamericanos de OE, Puerto Rico 2010.
- Atleta Venezolano Sixto Morales presente en III Congreso Global de Atletas Líderes 2010 de Olimpiadas Especiales, el cual fue realizado en Marrakech en Marruecos.
- Inicia el primer período del Programa de Embajadores de Olimpiadas Especiales Venezuela (Diciembre de 2010 a diciembre de 2012) con las figuras: Mónica Pasqualotto, Zona 7, Luis “El Pájaro” Vera, Mariana Vega, Maytee Sepúlveda, Mariaca Semprún, Paola Ruggeri, Román Recarte, Víctor Muñoz, Urbano Lugo Jr., Alejandro León, Merlin Gessen, Ivón Gaete, Albi de Abreu, Isabella Cascarano, Alejandro Cañizales y Edmundo Benavides.

2011
- Más de 9.700 atletas son atendidos en 20 estados del país, en 17 subprogramas activos y un programa local, ofreciendo 20 deportes de verano e invierno.
- Se llevaron a cabo los IX Juegos Nacionales de OEV, ofreciendo las siguientes disciplinas: atletismo, bowling, bochas, fútbol, tenis de mesa, levantamiento de potencias, gimnasia artística, gimnasia rítmica, natación, baloncesto, tenis de campo, ecuestre, patinaje sobre ruedas.
- OEV presente en la Copa Davis Venezuela vs. Haití.
- Recibieron la orden del Veccio del Consejo Municipal del Municipio Baruta por mérito deportivo a los atletas de OEV: Angie Rondón, Paola Licini, Javier Valera y Antony Carpio, asimismo, al entrenador: Rocco Fagnano y la Directora Ejecutiva Zully González de Sasson.
- OEV participó en los Juegos Mundiales de Verano, Atenas 2011 con 28 atletas participando en 4 disciplinas deportivas (hockey sobre piso, patinaje de velocidad, patinaje artístico y caminata sobre nieve), trayendo a Venezuela 15 medallas (4 de oro, 6 de plata y 5 de bronce).
- Lanzamiento a Nivel Nacional del día EKS año 2011.
- Coca-cola otorga reconocimiento a Atleta de OEV de Gimnasia Andrés Delgado.
- Se lleva a cabo la evaluación auditiva para atletas de OEV
- La Vinotinto Especial fue abanderada el 09 de noviembre en el Auditorio de la sede de la Federación Venezolana de Fútbol, de Caracas, rumbo a la “Copa América de Olimpiadas Especiales 2011” a celebrarse en Paraguay con equipo unificado.
- Olimpiadas Especiales Venezuela, realizó jornada de Salud en Charallave
- Se celebró el Festival de Capacitación de Atletas Jóvenes (Zulia)

2012
- Más de 10.430 atletas son atendidos en 14 estados del país, en 19 subprogramas activos y un programa local, ofreciendo 21 deportes de verano e invierno.
- Directores de Olimpiadas Especiales América Latina y Atletas Líderes se reúnen en Margarita contando con la participación de los Directores Ejecutivos de: Argentina, Bolivia, Colombia, Ecuador, El Salvador, Honduras, Panamá, Paraguay, Perú y Venezuela.
- Cargill de Venezuela realizó su 4ta caminata a beneficio de Olimpiadas Especiales Venezuela.
- Fue entregada la Orden del Veccio del Consejo Municipal de Baruta -por mérito deportivo- a los Atletas de OEV: Vanesa Otero, Isabella Izquierdo, Francis Da Costa y Dominick Urbina asimismo, al entrenador: Tony Gomes y Director de Voluntarios Oswaldo Laprea.
- Se realizan los II Juegos Academia Merici Olimpiadas Especiales 2012
- Se celebra el Festival de Salud para la población con Discapacidad Intelectual de la Colonia Tovar 2012
- La Plaza Alfredo Sadel de las Mercedes, dio lugar al Aporte Especial Todos Jugamos Futbol por la Inclusión.
- Es elegido Pedro Alcalá, como Atleta Mensajero Nacional de OEV, por período de 2 años
- Se realizó una Evaluación Médica y Odontológica de la delegación Venezolana Juegos Invierno Korea 2013
- Se realiza el I Torneo Nacional de Tenis Unificado Eunice Kennedy Shriver.
- Culmina el primer período del Programa de Embajadores de Olimpiadas Especiales Venezuela e inicia el segundo (Diciembre de 2012 – Diciembre de 2014) con las figuras: Mónica Pasqualotto, Zona 7, Paola Ruggeri, Román Recarte, Víctor Muñoz, Alejandro León, Merlín Gessen, Ivón Gaete,  Alejandro Cañizales,  Edmundo Benavides, Daniel Huen y Antonio Díaz.
- Laboratorios Boehringer pasa a ser Patrocinante Oficial de Olimpiadas Especiales Venezuela

2013
- Más de 11.390 atletas son atendidos en 14 estados del país, en 19 subprogramas activos, ofreciendo 21 deportes de verano e invierno.
- Se lograron acuerdos con las federaciones de fútbol, natación y tenis.
- Se reclutaron, se capacitaron y certificaron más de 30 nuevos entrenadores.
- Se lograron acuerdos con los equipos embajadores Deportivo Petare y Estudiantes de Caracas.
- Se abrieron 6 programas locales en Táchira y en Libertador.
- Se realizaron torneos de deportes unificados en tenis campo, baloncesto y fútbol involucrando a compañeros unificados (personas sin discapacidad) compitiendo con nuestros atletas.
- Olimpiadas Especiales Venezuela participó en los Juegos Mundiales de Invierno de Olimpiadas Especiales,  Pyeong Chang 2013 con 30 atletas en Caminata Sobre Nieve, Hockey Sobre Piso, Patinaje de Velocidad sobre Hielo y Patinaje Artístico sobre Hielo.
- 7 atletas y un compañero unificado de Olimpiadas Especiales Venezuela, estuvieron presentes en el Torneo Panamericano de Tenis de Olimpiadas Especiales Bolivia.
- Se realizó la Primera fase de los Juegos Nacionales de Olimpiadas Especiales Venezuela en Caracas, con fútbol.
- Se llevaron a cabo 5 Festivales de Atletas Jóvenes en diferentes subprogramas del país.
- Se certificaron y se realizaron jornadas de inducción del comité de Atletas Líderes (ALPs) en Táchira Y Zulia Occidental.
- Fueron sensibilizados a más de 140 voluntarios.
- Se realizó una Feria de Salud de Atletas Saludables, para evaluar a todos los atletas que participaron en los Juegos Mundiales de Invierno.
- Se lograron alianzas con organizaciones de Segundo Nivel para captar recursos: Alas Solidarias y Banco Activo.
- Se elaboraron 62 reseñas de nuestros eventos y se visitaron los medios de comunicación (La Mega 107.3 FM, Globovisión, Éxitos 99.9 FM, Jazz 95.5 FM, Capital 710 AM y Onda 107.9 FM.
- Venezuela formó parte de la evaluación Mundial de la Iniciativa Atletas Jóvenes.
- Se realizó un encuentro de familias con el apoyo del movimiento de voluntariado de Empresas Polar.
- Olimpiadas Especiales Venezuela fue imagen del calendario de la Fundación Funda Down.

2014
- Olimpiadas Especiales culminó el 2014 atendiendo a 12.328 atletas, en 23 deportes de verano e invierno en 19 subprogramas en 14 estados de Venezuela.
- Se registraron 462 nuevos Atletas Jóvenes, 790 entrenadores y 2.915 voluntarios.
- Logrado Acuerdo con la Asociación de Natación del Estado Miranda.
- Implementado el Programa de MICHAEL PHELPS. (5 subprogramas desarrollando el programa).
- Abiertos 10 Programas Locales en Sucre, Distrito Capital y Delta Amacuro.
- Creadas y mantenidas 5 alianzas con los Institutos de educación media y superior (Universidad Politécnica Territorial de los Altos Mirandinos Cecilio Acosta (UPTAMCA) , Colegio Emil  Friedman, Colegio Universitario de Caracas, Colegio Madison, Colegio de Psicopedagogía), para incluir a los alumnos de esas casas de estudio en entrenamientos y competencias de calidad de Olimpiadas Especiales Venezuela.
- Efectuados los IV Juegos Nacionales 2014 con la participación de 1600 atletas, gracias al patrocinio del Banco de Venezuela.
- Seleccionada e inscrita Delegación Venezolana de 94 atletas (incluyendo 14 atletas unificados) Olimpiadas Especiales Venezuela para participar en los Juegos Mundiales de Verano de Special Olympics, Los Ángeles 2015.
- Implementada la iniciativa Atletas Jóvenes en 4 nuevos subprogramas. (Bolívar, Lara y Aragua y Libertador).
- Realizados 9 Festivales de Atletas Jóvenes en los subprogramas: Altos Mirandinos, Colonia Tovar, Libertador (2), Zulia Costa Occidental, Distrito Capital, Bolívar, Aragua y Lara.  Se atendieron 100 nuevos niños y se beneficiaron 475.
- Realizada evaluación médica a los 1000 atletas participantes en los Juegos Nacionales.
- Organizadas 2 Ferias de Salud en el marco de los Juegos Nacionales.  290 atletas evaluados – Puerto Ordaz: 230 y Distrito Capital: 60.
- Le fue otorgado el Premio Nacional de Voluntarios de FIPAN a la Presidente de OEV: Evelyn Guiralt de Genty.
- Alianzas realizadas con Fipan, Conapdis, Venezuela sin Límites y Redsoc.
- Se lograron alianzas de Recaudación de Fondos con: Fundación Mercantil, Coca-Cola FEMSA y Una Sonrisa a Su cuenta de Excelsior Gama.
- Olimpiadas Especiales Venezuela abrió su cuenta en INSTAGRAM bajo el nombre: @OEVenezuela.
- Evelyn Guiralt recibió reconocimiento de Special Olympics América Latina, por años de servicio como Presidente del Consejo Asesor de Líderes.
- El Programa Nacional de Olimpiadas Especiales Venezuela recibió reconocimiento de Special Olympics América Latina por su destacada ejecución de los Proyectos de Becas.
- Se actualizó y rediseñó la página web de Olimpiadas Especiales Venezuela www.olimpiadasespeciales.org.ve
- Recibió el Reconocimiento “ Orden al Mérito José del Vecchio” el atleta de natación de Olimpiadas Especiales Venezuela, Vicente Hernández.
- Recibieron el Premio Rafael Vidal en la categoría Dirigente Deportivo: Reinaldo Espinoza y Damaso Terán, en categoría Entrenador.
- Culmina el segundo período del Programa de Embajadores de Olimpiadas Especiales Venezuela e inicia el segundo, esta vez con 3 años de duración (Diciembre de 2014 – Diciembre de 2017) con las figuras: Mónica Pasqualotto, Zona 7, Paola Ruggeri, Román Recarte, Víctor Muñoz, Alejandro León, Ivón Gaete,  Alejandro Cañizales,  Edmundo Benavides, Daniel Huen, Antonio Díaz, Michelle Bertolini, Jairam Navas, Bob Abreu y Norelys Rodríguez.

2015
- Olimpiadas Especiales culminó el 2015 atendiendo a 13.239 atletas y 1000 participantes, en 23 deportes de verano e invierno en 19 subprogramas en 14 estados de Venezuela.
- Se registraron 500 Atletas Jóvenes, 945 entrenadores y 2.810 voluntarios.
- Se abrieron 10 nuevos programas locales en Táchira, Lara, Libertador y Bolívar.
- OEV asistió a los Juegos Mundiales de Verano de Special Olympics, Los Ángeles 2015, con una delegación de 80 atletas de Olimpiadas Especiales Venezuela y 14 compañeros unificados, quienes participaron en 13 disciplinas deportivas: atletismo, natación, equitación, gimnasia artística y rítmica, patinaje, aguas abiertas y futbol 5 masculino, con participación de atletas unificados en: fútbol 5 femenino, bochas, tenis de campo, baloncesto y bowling.  Esta delegación trajo 84 medallas a Venezuela.
- 9 atletas líderes participando como asistentes de entrenadores.
- Fue Elegida Madeleine Pérez como nueva Mensajera Nacional por los próximos 2 años
- Fue Elegido el atleta Gabriel Chávez,  Presidente del Congreso de Atletas
- Seis voluntarios de Olimpiadas Especiales Venezuela (OEV) recibieron reconocimientos de parte de FIPAN, como VOLUNTARIOS DEL AÑO: Beatriz Cabello (miembro de la Junta Directiva) en la categoría “Voluntario de Mayor Experiencia”.   Alis Ramos (Directora del subprograma Zulia Costa Occidental) lo recibió en la categoría “Voluntario Más Destacado”. Vestalia Quirós en la categoría “Voluntario de Junta Directiva”;  María Alejandra Pellicer (Directora de Comunicaciones e Imagen) fue reconocida en la categoría “Voluntario Profesional”.  Aquiles Heredia (atleta de natación) se le otorgó el reconocimiento en la categoría  “Voluntario Juvenil” y Fernando Gómez (miembro del Comité de Activación de Jóvenes), obtuvo su homenaje en la categoría “Voluntario Niño, Niña y Adolescente”.
- Mantenidas alianzas con organizaciones de segundo piso y/o redes Nacionales: Alianzas mantenidas :Fipan, Conapdis, Venezuela sin Límites y Redsoc.
- Banco de Venezuela es reconocido a partir de este año como Patrocinante Oficial del programa Nacional de OEV
- Laboratorios Boehringer se mantiene como Patrocinante Oficial.
- Olimpiadas Especiales celebró el Día de las Personas con Discapacidad de las Naciones Unidas con un Torneo de Tenis Unificado en el Caracas Racquet Club el sábado 28 de noviembre, donde 24 compañeros unificados -que nunca antes habían tenido contacto con atletas de Olimpiadas Especiales (OE)- se inscribieron para participar con los 12 atletas de OEV. Organizado por: Christian Guiralt, Director de Deportes y Desarrollo de Special  Olympics-   y Marisa Alonso -miembro de la JD y Coordinadora Nacional de Tenis de OEV. Algunos compañeros unificados fueron: David Souto (selección Copa Davis de Venezuela), 4 Embajadores de OEV (Román Recarte,  Jairam Navas,  Paola Ruggeri y Edmundo Benavides), Miguel Este (Presidente del Caracas Racquet Club) y otros jugadores del club sede, así como del Ávila Tenis Club, Centro Catalán y Club Izcaragua.
- Representantes de SOLA visitaron el programa nacional y se reunieron con sus directores.
- Se llevó a cabo un Concierto en el Colegio Emil Friedman a beneficio de la Delegación que nos representó en los Juegos Mundiales de Verano de SO, Los Ángeles 2015 con el apoyo de los Embajadores de OEV.  Norelys Rodríguez, Alejandro Cañizales y Jairam Navas (animadores) y Daniel Huen, Benavides, Víctor Muñoz y Zona 7 como talentos.
- OEV desarrolló 5 Becas; Beca de Navidad, Beca de Deportes Unificados con Club de Leones, Beca de Voluntarios con Mattel, Beca de Foro de Familia y Salud (Zulia Guajira) y Beca de Familia y Salud en Carabobo igualmente con el apoyo del Club de Leones.
- Además de todos los reconocimientos regularmente entregados por Olimpiadas Especiales a sus voluntarios, patrocinantes, aliados y colaboradores, este año se entregaron 3 reconocimientos especiales: General Rodolfo Marco Torres, Club Campestre Los Cortijos y Club de Leones.

2016
- Comenzó el año con 13.300 atletas y terminó con: 14.500.
- Se llevaron a cabo en 3 etapas los Juegos Nacionales de Invierno de Olimpiadas Especiales Venezuela. Tucacas (Caminata Sobre Nieve). Carabobo (Patinaje de Velocidad y Artístico) y Caracas (Floorball).  Con esos tres eventos deportivos, se seleccionó a los atletas que serían parte de la delegación que representaría a Venezuela en los Juegos Mundiales de Invierno de Special Olympics, Austria 2017.
- Se abrió un nuevo subprograma en VARGAS bajo el liderazgo del voluntariado corporativo de Alas Solidarias de SBA Airlines.
- Se realizó la VIII Feria de Salud en Caracas, en el marco de la 3era Etapa de Juegos Nacionales en Caracas, donde se chequearon a XXX atletas en las siguientes disciplinas:
- Se actualizó y rediseñó la página web de Olimpiadas Especiales Venezuela www.olimpiadasespeciales.org.ve bajo el patrocinio de NewMedia Studio y su director Arturo Civit.

2017
- Venezuela participó en los Juegos Mundiales de Invierno, Austria 2017 con 22 atletas en 4 disciplinas deportivas (10 en Floorball, 4 en patinaje de velocidad, 4 en patinaje artístico y 4 en caminata sobre nieve).
- 56 atletas y 14 atletas unificados fueron parte de la delegación que representó a Olimpiadas Especiales Veneszuela en los III Juegos Latinoamericanos de Olimpmiadas Especiales, Panamá 2017 en 9 deportes (baloncesto, natación, bochas, volibol, gimnasia rítmica, tenis de mesa, tenis de campo y atletismo).
- Se cerró el Tercer período de Embajadores y se abrió uno nuevo, quedando como Embajadores (2017 - 2020), las siguientes figuras:  Paola Ruggeri, Alejandro León, Antonio Díaz, Benavides, Víctor Muñoz, Daniel Huen, Manuel Sáinz y Miguel Quirós (atleta de OEV).